# Livne
Livne (uváděno též jako Livna, hebrejsky ליבנה - doslova „Bříza“ - podle biblického města „Libna“, například Kniha Jozue 15,42), alternativní jméno Šani (שָׁנִי‎, doslova „Fialový“ - podle karmínové nitě zmiňované v Genesis 38,28, v oficiálním přepisu do angličtiny Shani) je izraelská osada a vesnice typu společná osada (jišuv kehilati) na Západním břehu Jordánu v distriktu Judea a Samaří a v Oblastní radě Har Chevron.

## Geografie
Nachází se v nadmořské výšce 697 metrů v jižní části Judska a Judských hor respektive na pomezí jižní části Judských hor, která je nazývána Hebronské hory a Negevské pouště. Leží cca 20 kilometrů jižně od centra Hebronu, cca 50 kilometrů jihozápadně od historického jádra Jeruzalému a cca 85 kilometrů jihovýchodně od centra Tel Avivu. Na dopravní síť Západního břehu Jordánu je obec napojena pomocí lokální silnice číslo 316, která zajišťuje spojení k východu (k osadě Bejt Jatir a dalším izraelským sídlům na jihovýchodě Judska, i k jihu, do vlastního Izraele, kde vede k aglomeraci Beerševy.
Livne leží přímo na Zelené linii oddělující Západní břeh Jordánu od Izraele v jeho mezinárodně uznávaných hranicích, přičemž jižní část katastru i zastavěného území vesnice již leží ve vlastním Izraeli, tedy mimo okupovaná území. Livne je situován na severním okraji lesního komplexu les Jatir, jedné z největších zalesněných ploch v Izraeli, která vesnici odděluje od pouštní krajiny Negevu. Severním směrem se rozkládá aglomerace palestinského města as-Samu.

## Dějiny
Livne leží zčásti na Západním břehu Jordánu, jehož osidlování bylo zahájeno Izraelem po jeho dobytí izraelskou armádou, tedy po roce 1967. Vesnice byla založena roku 1989.
Už v roce 1981 se v Beerševě zformovala skupina budoucích osadníků pod jménem Livne a 1. září 1982 se usadili v oblasti Západního břehu Jordánu, kde sdíleli nějaký čas provizorní obydlí s jinou osadnickou skupinou, která v roce 1983 založila osadu Bejt Jatir. V roce 1987 začala pak i pro skupinu Livne výstavba zděných domů v nynější lokalitě, do kterých se jejich obyvatelé nastěhovali v roce 1989. Pro umístění obce bylo zvoleno místo na severním okraji lesního komplexu Jatir. Původní plán předpokládal expanzi zástavby spíše severním směrem, tak aby nebyly narušeny lesní porosty. Jenže o pozemky na severní straně se přihlásili jejich palestinští majitelé, kteří dosáhli omezení původních záměrů a vesnice se tak musela rozvíjet spíše jižním směrem (i za cenu částečného kácení lesa).
Jistou dobu se také vedly spory ohledně názvu obce. Vládní výbor pro pojmenovávání (Name Committee) nesouhlasil s jménem Livne, protože stejnojmenná biblická lokalita ležela v jiné oblasti. Jako alternativní jméno bylo obyvateli přijato Šani. Mělo připomenout jméno syna jedné z místních rodin, který byl zabit při vojenské službě. Toto vysvětlení ale vládní výbor nepřijal a doporučil založit výklad jména Šani na biblickém příběhu o Támar.
V roce 1993 a 1997 proběhly další dvě fáze výstavby obytných domů v obci. Na jaře 2002 kromě toho skupina mládeže z Livne založila cca 5 kilometrů na severozápadě, na svazích Hebronských hor izolovanou skupinu zástavby (typu outpost) nazvanou Micpe Asa'el (מצפה עשהאל). Cílem mělo být zajištění izraelské kontroly nad touto neosídlenou krajinou podél silnice číslo 317 a výhledově zde umožnit rozšíření lesa Jatir. V Micpe Asa'el pobývá šest rodin. Organizace Peace Now v Micpe Asael roce 2007 udává 17 stálých obyvatel.
V Livne funguje mateřská škola, synagoga, obchod a zdravotní středisko.
Počátkem 21. století byla obec díky své poloze na okraji Západního břehu Jordánu na rozdíl od většiny sídel v Oblastní radě Har Chevron zahrnuta do Izraelské bezpečnostní bariéry. Dle stavu z roku 2008 již byl úsek bariéry oddělující Livne od palestinských oblastí postaven. Během Druhé intifády byla obec ušetřena teroristických útoků.

## Demografie
Obyvatelstvo obce Livne je v databázi rady Ješa popisováno jako sekulární. Podle údajů z roku 2014 tvořili naprostou většinu obyvatel Židé - cca 400 osob (včetně statistické kategorie "ostatní", která zahrnuje nearabské obyvatele židovského původu ale bez formální příslušnosti k židovskému náboženství, cca 500 osob).
Jde o menší obec vesnického typu s dlouhodobě stagnující populací. K 31. prosinci 2014 zde žilo 463 lidí. Během roku 2014 populace stoupla o 3,8 %.
| Rok            | 1995 | 2001 | 2002 | 2003 | 2004 | 2005 | 2006 | 2007 | 2008 | 2009 | 2010 | 2011 | 2012 | 2013 | 2014 |
| -------------- | ---- | ---- | ---- | ---- | ---- | ---- | ---- | ---- | ---- | ---- | ---- | ---- | ---- | ---- | ---- |
| Počet obyvatel | 423  | 437  | 438  | 438  | 443  | 424  | 416  | 417  | 431  | 423  | 441  | 443  | 430  | 446  | 463  |